# 1955년 제네바 정상회담
1955년의 제네바 정상회담은 스위스 제네바에서 열린 냉전 시대 회의이다. 1955년 7월 18일에 개최된 이 회의는 "빅 4"로 불리는 미국 드와이트 D. 아이젠하워 대통령, 영국 앤서니 이든 총리, 소련 니콜라이 A. 불가닌 총리, 프랑스 에드가르 포르 총리의 회동이었다. 이들은 4개 강대국의 외무장관들(외무장관 회의의 구성원이기도 함)인 존 포스터 덜레스, 해럴드 맥밀런, 뱌체슬라프 몰로토프, 앙투안 피네를 동반했다. 또한 소련의 데 팍토 지도자인 니키타 흐루쇼프도 참석했다.
이는 10년 전 포츠담 회담 이후 첫 회의였다.
목표는 세계 지도자들이 모여 평화에 대한 논의를 시작하는 것이었다. 이러한 논의는 여러 다른 방향(군비 협상, 무역 장벽, 외교, 핵전쟁 등)으로 이어졌지만, 대화는 글로벌 안보 증진이라는 공통 목표에 의해 영향을 받았다.

## 목표
1955년 정상회담의 명시된 목표는 국제적 긴장을 완화하는 것이었다. 제네바 정상회담은 "빅 4" 지도자들 간의 더 나은 우정과 더 개방적인 소통을 위한 매우 중요한 기반으로 여겨졌다. 국제 공동체 창설은 세계적 긴장과 불신을 해소하는 방법으로 제시되었다. 이 공동체는 무역에 대한 최소한의 장벽과 공동의 이해관계가 외교를 촉진하는 통일된 세계의 중요한 토대를 형성할 것이었다. 이 정상회담은 SALT I 및 1973년 워싱턴 정상회담과 같은 다른 중요한 정상회담에 앞서 국제 관계 및 협력에 대한 추가 논의의 길을 열었다.
동서 무역 협정, 관세, 군비 경쟁, 국제 보안 및 군축 정책과 같은 주제들이 어느 정도 다루어졌다. 아이젠하워 대통령이 제시한 가장 중요한 제안은 국제 공중 감시 시스템을 요구하는 그의 "하늘개방" 계획이었다. 이 정책의 의도는 국가들이 위험한 무기를 비축하는 것을 막고, 궁극적으로 모든 대량살상무기의 군축으로 이어지는 것이었다. 놀랍게도, 미국 정치 고문들이 회의에서 가졌던 한 가지 목표는 소련에게 어떤 특정 약속이나 보증도 하지 않는 것이었다. 과거에 소련 지도자들은 미국의 제안을 전적인 약속으로 오해하여 통합 대신 더 많은 분열을 가져올 수 있었다. 이 회의는 이런 종류의 첫 회의였기 때문에 통합의 씨앗을 심는 것 외에는 아무것도 하지 않아도 되었다.
동서 무역 협정 문제는 매우 섬세하게 논의되어야 할 사안이었다. 이전의 모든 동서 무역 협정 논의는 외교적이지 않았다. 과거에 무역 협정은 항상 논쟁과 격렬한 다툼의 장이었다. 영국과 미국 모두 그렇게 하는 것이 명백한 전략적 이점이 있지 않는 한 자신들의 무역 영역에 대한 통제권을 공유할 의사가 없었다. 전 세계 공동체를 위해 타협할 의사가 있는 국가가 아무도 없었기 때문에 국가들은 교착 상태에 있었다. 평화 회담의 문제는 각 국가가 평화의 중요성과 이점을 알고 있음에도 불구하고, 그러한 회담의 성공을 보장할 충분한 상호 신뢰가 결코 없다는 것이다. 제네바 회담은 얼음을 깨고 국가들에게 글로벌 자유 무역의 이점을 소개하는 데 도움이 되었다. 또한, 단순히 만나서 대화함으로써 지도자들은 관계를 발전시키고 평화롭고 협력적인 미래에 대한 낙관적인 전망을 가질 수 있었다.

## 냉전과 제네바
냉전은 제네바 정상회담에서 논의된 주제에 큰 영향을 미쳤다. 냉전 기간 동안 국제적 긴장은 최고조에 달했다. 긴장이 고조됨에 따라 냉전 지도자들은 제네바에서 평화를 위한 공동의 목표 아래 단결하는 것이 좋은 생각이라고 여겼다.
세계 지도자들은 안보, 군비, 독일 통일, 그리고 더욱 강력한 동서 관계에 대한 문제들을 논의했다. 흐루쇼프는 독일이 중립을 유지한다면 통일 독일을 허용할 의사가 있었지만, 5월 서독의 나토 가입으로 상황은 점점 더 복잡해졌다. 이 회의는 냉전 관계에 대한 새로운 낙관주의의 시대를 열었지만, 이는 나중에 수에즈 위기로 인해 중단되었다.

## 같이 보기
- 미국-소련 정상회담 목록 (1943년~1991년)

## 내용주
1. ↑  Reston, James (July 18, 1955). "Big Four Conference Opens Today; West's Chiefs Complete Strategy on Germany, Disarming, Security", The New York Times, p. 1
2. ↑  《Deadlock. East-West Tensions Stymie Geneva Meet》. Universal Newsreel. 1955년 10월 31일. 2012년 2월 22일에 확인함.
3. 1 2  Bischof, Cold War Respite, p. 3
4. ↑  Staff, ABC News
5. ↑  Hans J. Morgenthau, p. 559
6. 1 2  Bischof, Cold War Respite, p. 239
7. ↑  Gunter Bischof, 215.
8. ↑  Jack F. Matlock Jr., pp. 9,149
9. ↑  “Cold War Aims (2/14)”. 《An Outline of American History: Cold War Aims》. 2012년 2월 5일에 원본 문서에서 보존된 문서.